# Nothoscordum dialystemon
Nothoscordum dialystemon là một loài thực vật có hoa trong họ Amaryllidaceae. Loài này được Encarnación Rosa Guaglianone mô tả khoa học đầu tiên năm 1971 dưới danh pháp Ipheion dialystemon. Năm 1975 Orfeo Crosa chuyển nó sang chi Nothoscordum. Năm 2014 các tác giả Agostina B. Sassone, Liliana M. Giussani và Encarnación R. Guaglianone chuyển nó sang chi Beauverdia. Tuy nhiên, hiện tại Kew World Checklist không công nhận chi này mà coi nó là đồng nghĩa của Nothoscordum, dựa theo kết quả nghiên cứu của Souza et al. (2016). The Plant List (TPL) và World CheckList of Selected Plant Families (WCSP) hiện công nhận nó thuộc chi Nothoscordum.